# Ляшковка (Днепропетровская область)
Ля́шковка (укр. Ляшківка) — село,
Ляшковский сельский совет,
Днепровский район,
Днепропетровская область,
Украина.
Код КОАТУУ — 1225683001. Население по переписи 2001 года составляло 990 человек .
Является административным центром Ляшковского сельского совета, в который, кроме того, входят сёла
Назаренки,
Орловка и
Шаровка.

## Географическое положение
Село Ляшковка находится на расстоянии в 1 км от села Назаренки и в 1,5 км от села Селяновка.
Через село проходит автомобильная дорога Т-0441.

## История
- Возникло село в начале XVIII века под названием Назаровка, на честь казака Ивана Назара. Позже его переименовали в село Ляшковка по фамилии первых переселенцев Лашки.
- В 1859 году по переписи в селе проживало 72 человека.

## Экономика
- ЧП «Агропром 2000».

## Объекты социальной сферы
- Школа.
- Детский сад.
- Дом культуры.
- Фельдшерско-акушерский пункт.

## Достопримечательности
- Братская могила советских воинов.

## Известные люди
- Назаренко Дмитрий Павлович (1917-1969) — Герой Советского Союза, родился в селе Ляшковка.